# Попова, Александра Васильевна (актриса)
Александра Васильевна Попова (26 декабря 1916  [8 января 1917], Царское Село, Петроградская губерния — 17 августа 2004, Москва) — советская актриса театра и кино, в 1930-х годах в титрах фильмов указана как Алла Гардер, в 1940-х — как Алла Попова.

## Биография
Родилась 8 января 1917 года (26 декабря 1916 года по старому стилю) в Царском Селе.
Отец — Василий Харитонович Невдахов, был полковником личной охраны императора Николая II, окончил Харьковское реальное училище. В службе с 27.05.1892. Окончил Одесское пехотное юнкерское училище по 2-му разряду. 01.01.1896 произведён в подпоручики с назначением в 22-й пехотный Нижегородский полк. 30.11.1906 переведён в ОКЖ (Отдельный корпус жандармов) с переименованием в штабс-ротмистры. В 1910 командирован в распоряжение дворцового коменданта. Назначен начальником дворцовой охраны. 26.02.1912 произведён в подполковники за отличие по службе. 06.12.1915 произведён в полковники за отличие по службе.
Царевич Алексей бывал у них в семье. Он и сказал Государыне, что у Василия Харитоновича родилась дочь, которую хотят назвать в её честь. Тогда Александра Фёдоровна изъявила желание стать крёстной матерью Александры. Александра Невдахова стала её последней крестницей. Во время Февральской революции находившийся вместе с государем её отец пропал без вести, как предполагали в семье позднее, был убит заговорщиками, требовавшими отречения государя Николая II от престола.
Но в базе данных участников белого движения есть сведения, что Василий Харитонович спасся (или его документы использовали). По этим данным, он был в Добровольческой армии и Вооружённых силах Юга России; в 1919 начальник разведки Войск Киевской области. В эмиграции в Греции. Член Союза русских увечных воинов в Салониках. Ум. 1930-х годах в Пирее (Греция).
Мать — Евгения Васильевна, урождённая Ненсберг. Её отец, Василий Егорович (дед Александры), родился в Твери, в 1917 году жил в Киеве, был директором Департамента уделов царских земель. Императрица Мария Фёдоровна предлагала Евгении Васильевне уехать вместе с ней из Крыма за границу, но Евгения Васильевна решила остаться, чтобы найти мужа.
Отчима Александры, гражданина США, сотрудника Миссии Нансена, но по происхождению поволжского немца, за которого её мать вышла замуж в Крыму в 1920 после занятия Крыма красными, звали Герхард Генрихович Гардер.
Так как отчим опасался НКВД, до 1932 года жила с матерью и отчимом вне столиц в Крыму и на Украине. В 1932 году отчим работал на Ростсельмаше, где им заинтересовался НКВД, последовал арест и он пропал без вести.
С 13 лет училась в балетной школе.
В 15 лет, живя с матерью в Киеве, Александра уже была мастером спорта по прыжкам в воду с вышки. Здесь училась в Киевском хореографическом училище.
Затем жили в Москве. Там Александра поступила в школу-студию А. Д. Дикого. Когда в Ленинграде создавался Большой драматический театр — его организовывал Дикий, то вся его студия переехала в Ленинград. Но без Александры — она в это время уже снималась в кино под именем Аллы Гардер.
Снимаясь в фильме «Родина зовёт» на Тушинском аэродроме, где рядом была парашютная школа, Александра поступила туда втайне от съёмочной группы. Она окончила эту школу, а также планёрную.
Во время Великой Отечественной войны участвовала во фронтовых актёрских бригадах.
Александра Васильевна вышла замуж за командарма Попова. В 1940-х годах в титрах значилась как Алла Попова. В браке родился единственный сын Александр.
В 1960-х годах Александра Васильевна вновь вышла замуж, за Леонида Давыдова-Субоча. В 1968 году супруги удочерили девочку Евгению.
В 1960-х годах играла в литературно-музыкальных композициях Всеволода Аксёнова.
Затем под эгидой Росконцерта вместе с мужем выступала со своим мини-кинодрамтеатром на Камчатке, Сахалине, БАМе, в Братске, Средней Азии.
После смерти сына частично лишилась речи, но прошла успешное лечение. В 2001 году в Москве вышла её книга «Проделки судьбы или непредвиденные повороты моей жизни: Воспоминания крестницы императрицы Александры Федоровны»
Умерла в 2004 году. Похоронена на Перепечинском кладбище.

## Фильмография
- 1930 — Человек из местечка
- 1931 — Человек без футляра — эпизод
- 1936 — Родина зовёт — Люся, в титрах — А. Гардер
- 1937 — Ущелье Аламасов — Граня Стеблина, радистка экспедиции
- 1940 — Пятый океан — Наташа
- 1940 — Цена жизни — дежурная радистка
- 1946 — Большая жизнь. 2 серия — Зина (в титрах Алла Попова)
- 1956 — Песня табунщика — Лидия Ивановна Цветкова, аккомпаниатор
- 1957 — Гуттаперчевый мальчик — тётя Соня
- 1958 — Дружок — мама Миши Козлова
- 1959 — Небо зовёт — Вера, жена Корнева
- 1959 — Песнь о Кольцове
- 1960 — В одном районе
- 1960 — Испытательный срок — гулящая (в титрах — А. Попова)
- 1961 — А если это любовь? — мать Нади
- 1961 — Академик из Аскании — Людмила Петровна Веригина, жена
- 1962 — Коллеги — жена Егорова (нет в титрах)
- 1962 — Смотрите, небо! (короткометражный)
- 1962 — Шестнадцатая весна — Полина Степановна, мама Славки
- 1967 — Начало неведомого века (киноальманах)
- 1967 — Родина электричества (новелла вторая)
- 1974 — Пари (короткометражный)
- 1975 — Ау-у! (киноальманах) — жена неравнодушного зрителя
- 1975 — Субботний вечер (короткометражный)
- 1976 — Три рубля (короткометражный)
- 1976 — Термометр (короткометражный)
- 1977 — Бабочка (короткометражный)
- 1993 — Территория — эпизод